# 方靜
方靜（1971年6月13日—2015年11月18日），曾任中國中央電視台新闻及軍事節目主持人，是歌唱家郭兰英最后一个女弟子。

## 經歷
方靜23岁成为中国中央电视台国际频道《中国新闻》普通话版主播，曾担任《东方时空》、《焦点访谈》、《国际观察》、《防務新觀察》等节目主持人。她曾經在2003年訪問香港財政司司长梁錦松。

### 間諜門事件
2009年5月，有傳指她因為被指涉及一宗間諜案而於5月12日被捕。2009年6月9日，主持人、北京大學副教授阿忆在其博客上发表了这一消息。消息還指方靜是為了便於謀取軍事情報而主動申請主持央視軍事節目《防務新觀察》。在新聞發出的當天，人民日報網上版亦有引述這段新聞，但在2小時後卻又被刪除。阿忆6月13日发表博文称他“说的也只是泄密，从未说过方静本人是“间谍”，并表示“对不住”。
中国官方英文报纸中国日报曾发布文章称“国防大学教授张召忠证实，央视主持人正接受调查”。不过张召忠在其博客否认了“居然还说我说过方静是间谍”，并表示“希望媒体不要再炒作这件事情，也希望大家继续关注《防务新观察》。”
目前中国日报网站的相关报道也已被删除，不能打开。
而方靜于2009年6月11日晚22时临时开博，声明阿忆“该文所述纯属子虚乌有，本人将用法律手段维护我的合法权利！”。《中国日报》12日上午与方静取得联系，方静表示“到现在没有任何一个部门的任何人向我了解任何情况”。
2009年6月13日下午，方靜做客新浪网澄清“间谍门”事件，称没有理由背叛祖国。

### 間諜門事件以後
2009年6月14日晚，此前传出“间谍门”事件的方静重新亮相。22点15分，她作为主持人出现在《世界周刊》节目中。这是她阔别央视近百天之后首次回到主持人岗位。
2012年5月13日，阿忆在其新浪微博透漏：“（方静）离开央视了”。
2015年5月9日，方静在腾讯网的2015年红场阅兵节目上担任实况转播主持人。

### 逝世
2015年12月6日下午，有消息称方静于11月底在台湾因胃癌转移至肝臟逝世，同日媒體獲得其訃告：方靜已於11月18日上午10點26分因癌症醫治無效去世；而曾任搜狐副總裁的劉春與央視主持人董浩皆表示，方靜是在台灣病逝。另外，方静的好友崔永元、徐静蕾等，均在微博发文悼念。

## 主持節目
- 《东方时空》
- 《焦点访谈》
- 《国际观察》
- 《防务新观察》